# My Way or the Highway
My Way or the Highway es una película documental colombiana de 2017 dirigida, escrita y producida por la colomboitaliana Silvia Lorenzini. Estrenado en cines colombianos el 8 de noviembre de 2018, el documental hizo parte de la selección oficial en el Festival Internacional de Cine de Cali y en el Foro de Coproducción WEMW en Trieste, Italia.

## Sinopsis
Giorgio es un inventor de artefactos surreales muy famosos en la década de 1980. En la actualidad, decide emprender el viaje de su vida: trasladarse en motocicleta desde Colombia hasta el sur de la Argentina, pasando por Ecuador, Perú, Bolivia y Chile antes de llegar a su destino. Silvia, su hija, decide acompañarlo luego de pasar muchos años alejado de él, tratando de revivir la cercanía que existió en la niñez.

## Premios y reconocimientos
- Mejor documental seleccionado por el público en Señal Colombia, 2017.
- Corrección de color, DocuLab Guadalajara.